# Grete Leistikow
Grete Leistikow (* 5. Juli 1893 in Elbing, Westpreußen; † 9. Oktober 1989 in München; vollständiger Name: Franziska Bertha Margarete Leistikow) war eine deutsche Fotografin. Zusammen mit ihrem Bruder Hans Leistikow gestaltete sie im Zeitraum von 1927 bis 1930 die Zeitschrift Das neue Frankfurt und fotografierte zahlreiche Bauwerke dieser Epoche.

## Leben
Hineingeboren wurde sie in einer Apothekerfamilie mit zwei Geschwistern Hans (* 4. Mai 1892) und Wolf (* 6. Juni 1896). Ihr Vater Johannes Karl Ferdinand Leistikow (1863–1897) kaufte 1891 die Apotheke „Schwarzer Adler“ in Elbing/Ostpreußen und heiratete im selben Jahr Katharina Franziska Hildegart (gen. Käte) Zachler (1869–1945) aus Breslau. Die familiäre Situation gestaltete sich schwierig, denn der Vater konnte die Hypothek für die gekaufte Apotheke nicht zurückzahlen, begann zu trinken und nahm sich 1897 mit 34 Jahren das Leben. Mutter und Kinder zogen nach Breslau, wo sie von 1905 bis 1925 eine Privatklinik führte. Grete Leistikow wurde von 1909 bis 1911 im Fotoatelier Eduard van Delden in Breslau durch Heinrich Götz als Fotografin ausgebildet. Danach wechselte sie in das Fotostudio von Elfriede Reichelt (eine der ersten studierten Berufsfotografinnen in Deutschland), ebenfalls in Breslau. Möglicherweise machte Grete Leistikow in Reichelts „Werkstätte für Photographische Bildnisse“ ihren Meister und arbeitete dort 16 Jahre lang bis zu ihrem Wechsel nach Frankfurt am Main 1927. Sie porträtierte unter anderem den Schriftsteller Gerhart Hauptmann, den Architekten Erich Zimmermann, den Dichter Ernst Thrasolt und den Nationalökonomen Rudolf Meerwarth (teilweise befinden sich Originalabzüge aus Leistikows Nachlass heute in Privatbesitz).
Im Frühjahr 1927 folgte sie ihrem Bruder nach Frankfurt am Main und betrieb im Fuchshohl 55 eine „Photographische Werkstatt“. Laut der im ISG (Institut für Stadtgeschichte) erhaltenen Meldekarte war Grete Leistikow seit dem 16. Mai 1927 in Frankfurt am Main. Sie war aber wohl schon in den Monaten vor ihrer offiziellen Meldung in Frankfurt aktiv. Ein Beweis dafür sind Fotos, erschienen in der Ausgabe Das Neue Frankfurt H. 1 (1926/27), H. 6, S. 129–133, in der Grete Leistikow die Sonderausstellungen Die neue Wohnung und ihr Innenausbau und Der neuzeitliche Haushalt fotografierte, die zwischen dem 27. März 1927 und 10. April 1927 in der Frankfurter Festhalle zu sehen waren.
Am 25. Januar 1930 heiratete Grete Leistikow den Architekten Werner Hebebrand und am 16. August 1930 gebar sie ihren Sohn Karl Hebebrand. Durch die Heirat gab Grete Leistikow die professionelle Fotografie auf. Im Oktober 1930 verließen Grete, ihr Bruder Hans Leistikow und ihre zwei Ehepartner Werner Hebebrand und Erika Habermann und der damals zwei Monate alte Sohn Karl Frankfurt, um sich Ernst Mays Projekt der „Brigade May“ in der Sowjetunion anzuschließen. Das Projekt beteiligte sich mit modernen Bauprojekten am sozialistischen Aufbau. Allerdings wurden sie 1937 durch die stalinistische Aussäuberung als unerwünschte Ausländer nach Deutschland abgeschoben und Werner Hebebrand wurde für etwa ein Jahr verhaftet und interniert. Zurück in Deutschland schlugen sich die Paare mit verschiedenen Tätigkeiten durch. Grete arbeitete als angestellte der Fotografin Dore Barleben in Berlin. Sie lebte mit ihrem Mann nach seiner Freilassung 1938 in Braunschweig und Marburg. Nach Kriegsende kehrten sie nach Frankfurt zurück. Werner Hebebrand begann eine Affäre mit seiner schwer kranken Cousine Sally, was zu einer Krise in der Ehe führte. Trotz dessen pflegte Grete Leistikow sie bis zu ihrem Tod 1946. Im Jahr 1948 ließen sich die beiden scheiden. Leistikow zog erst nach Marburg, dann nach Erlangen zu ihrem Sohn Karl und starb 1989 im Alter von 96 Jahren in München. Warum sie die Fotografie durch die Heirat aufgegeben hatte, ist bis heute nicht bekannt. Grete Leistikow war eine künstlerisch talentierte, emanzipierte Frau. Auf ihren Wunsch wurde ihre Urne dem Grab ihres Ex Mannes auf dem Marburger Hauptfriedhof beigesetzt, in dem auch seine Cousine Sally und seine letzte Ehefrau Lore, geb. Zipperlin bestattet sind.

## Die Geschwister Leistikow
Grete und Hans Leistikow waren zwei der aktivsten Avantgarde-Gestaltenden der 20er und 30er Jahre. Sie als Fotografin und später auch als Gestalterin der Zeitschrift „Das neue Frankfurt“, bei dem ihr Bruder ebenfalls als Gestalter tätig war. Er arbeitete als Leiter des grafischen Büros in Frankfurt und prägte das neue Corporate Design der Stadtverwaltung (Ausstellungsgestaltung, Formulare, Aktendeckel, Plakate, konstruktivistisches Adlersignet u. a. m.) Einer der Höhepunkte in Hans Leistikows Karriere war die Ausstellung „Musik im Leben der Völker“, an dem er und seine Schwester Grete maßgeblich beteiligt waren. Die Ausstellung zog rund 820.000 Besuchende an.

## Neues Frankfurt
Neben Hermann Collischonn, Marta Hoepffner und Ilse Bing war Grete von 1927 bis 1930 fotografisch am Projekt „Neues Frankfurt“ beteiligt. Zusammen mit ihrem Bruder Hans Leistikow gestaltete sie das Layout der Zeitschrift, fotografiert zahlreiche Bauten des Neuen Frankfurt und beteiligte sich mit künstlerischen Foto-Collagen an Ausstellungen in Stuttgart (1929) und München (1930). Bis 1930 ist im Impressum der Zeitschrift „Titelblatt und Layout: Geschwister Leistikow“ vermerkt. Die Aufgabe der Zeitschrift war es, die neuen Formen des Bauens, Wohnens und des kulturellen Lebens für die Öffentlichkeit abzubilden. Das ungewöhnliche quadratische Format, die starken Lineaturen und zahlreichen Bildcollagen sorgten für Popularität. Die Zeitschrift war neben dem Bauhaus als experimenteller Lehrstätte das erste umfassende städtebauliche und soziale Programm dieser Art.
Grete Leistikow fotografierte für die Zeitschrift die Siedlungen des neuen Frankfurt, das Wohnhaus von Ernst May, das Hauptzollamt am Dom, die Siedlung Höhenblick (von Ernst May und Herbert Boehm) den Umbau des Palmengartengebäudes, die Geschwister-Scholl-Schule (von Martin Elsaesser und Wilhelm Schütte), das Hallenbad in Fechenheim (von Martin Elsaesser), das Elektrizitätswerk mit Prüfamt in der Gutleutstraße (von Adolf Meyer) und das umgebaute Gesellschaftshaus im Palmengarten (von Martin Elsaesser und Ernst May unter Mitarbeit von Werner Hebebrand) und die Uniklinik. Zudem dokumentierte sie zahlreiche Ausstellungen fotografisch wie zum Beispiel von 1927 bis 1929 die Frühjahrsmessen, die Schau „Musik im Leben der Völker“ 1927 und die Ausstellung „Der Stuhl“ 1929. Die letztere erscheint auch in der 2. Ausgabe im Februar 1929 in Das neue Frankfurt für das Grete Leistikow und ihr Bruder Hans Leistikow zusammen eine Collage für das Cover gestalten. Zu sehen ist Hans Leistikows Frau Erika Habermann sitzend auf einem von Ferdinand Kramer entworfenem Stuhl.
Gretes Name tauchte zwar im Impressum auf, allerdings lediglich als „Geschwister Leistikow“ für Titelblatt und Layout. Die Fotografien in der Zeitschrift sind nur schwer ihren Urhebern zuzuordnen. Dies ist verwunderlich, da Fotografie als gestalterische Disziplin im Kontext des Bauhauses an Ansehen gewinnt. Durch Einzel- und summarische Nachweise sowie aus anderen Quellen, lassen sich folgende Fotografinnen und Fotografen als Mitarbeitende für die Zeitschrift nachweisen: Ilse Bing, Hermann Collischon, Marta Hoepfner, Grete Leistikow, Paul Wolff.
„Sofern eine Zuordnung von Fotograf und Bild nicht eindeutig möglich ist, muss im urheberrechtlichen Sinn bis auf weiteres von anonymen Werken ausgegangen werden“. Während der Name von Grete Leistikow oftmals nicht als Urheberin in der Zeitschrift auftaucht, werden in der gleichen Ausgabe die Namen ihrer männlichen Kollegen Paul Wolff und Hermann Collischonn immer als Fotografen benannt. „Im Heft 10/1929 wird der Umbau des Gesellschaftshauses im Palmengarten beschrieben und mit Fotos illustriert, die alle keine Angabe zum Fotografen / zur Fotografin tragen. Im HMF aber sind die schon 1929 angekauften Abzüge dieser Fotos überliefert, die sämtlich auf der Rückseite mit dem Stempel der Fotografin Grete Leistikow versehen sind. Es ist demnach anzunehmen, dass auch zahlreiche andere Fotos in der Zeitschrift „Das Neue Frankfurt.“, die Frankfurter Ansichten zeigen und keine Fotografenangabe haben, von Grete Leistikow stammen dürften.“

## Weitere Arbeiten und Ausstellungen
- Internationale Ausstellung des Werkbunds „Film und Fotografie“ von Mai bis Juli 1929 in Stuttgart als eine von 191 ausgewählten Künstlerinnen und Künstlern wie zum Beispiel Moholy-Nagy, El Lissitzky, Edward Steichen, Edward Weston, Man Ray und Imre Kertész.[2]
- Internationale Ausstellung „Das Lichtbild“ 1930 in München[2]
- Photofreund Jahrbuch 1930/31[2]
- Fotografie des Thonetstuhls von Ferdinand Kramer erschienen in der Form 1928 Heft 1, S. 163. Des Weiteren sind in der Ausgabe drei gestaltete Grafiken betitelt mit „Leistikow“. Da nur der Nachname angegeben ist, ist nicht mit Sicherheit zu sagen, wer der beiden Geschwister die Grafiken entwarf.[9][10]
- Architekturfotografie veröffentlicht in Die Gartenkunst, 1929 in Ausgabe 42, S. 172.[11]